# Ben Gerstein

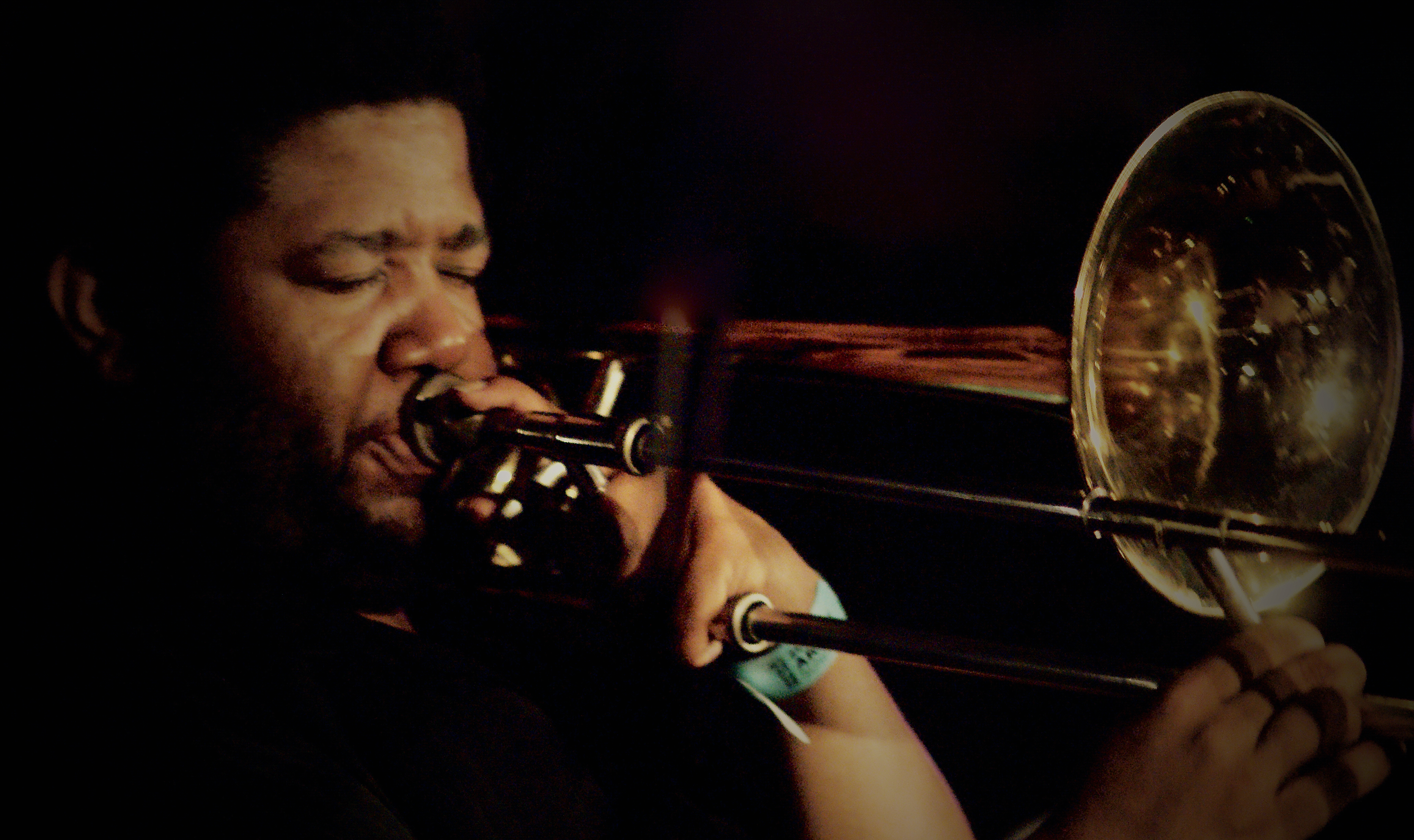
Ben Gerstein (2011)

Ben Gerstein (* 11. Juli 1977 in Santa Barbara, Kalifornien) ist ein US-amerikanischer Jazzposaunist und -komponist sowie bildender Künstler.

## Leben
Gerstein zog 1995 nach New York City und studierte an der Manhattan School of Music (Abschluss 1999). Seitdem arbeitet er im Bereich des Jazz, der Improvisationsmusik und der Integration von bildender Kunst und Literatur; u. a. mit Mat Maneri, Tony Malaby, Eivind Opsvik, Tyshawn Sorey und Miguel Zenón. Im Bereich des Jazz war er zwischen 1997 und 2019 an 16 Aufnahmesessions beteiligt. Im Roulette präsentierte er 2011 eine Auftragskomposition der Jerome Foundation, Freedom Choir!, an der u. a. Chris Speed, Ohad Talmor, Tim Berne, Michael Attias, Darius Jones, Loren Stillman, Dan Weiss, Ches Smith und Mike Pride mitwirkten. Zu hören ist er u. a. auch auf Tyshawn Soreys Album That/Not (2007) und auf The Distance (ECM, 2016) von Michael Formanek & Ensemble Kolossus.

## Diskographische Hinweise
- Mat Maneri: Pentagon (Thirsty Ear, 2005)
- Eivind Opsvik & Aaron Jennings: Commuter Anthems (Rune Grammofon, 2007)
- Tyshawn Sorey: That/Not´ (Firehouse 12 Records, 2007)
- Miguel Zenón: Awake (Marsalis Music, 2008)
- Tony Malaby's Novela (Clean Feed Records, 2011)
- Christopher Hoffman: Silver Cord Quintet (2016), mit Tony Malaby, Kris Davis, Craig Weinrib
- Tyshawn Sorey; Pillars (2018)